# Santiago Bernabéu

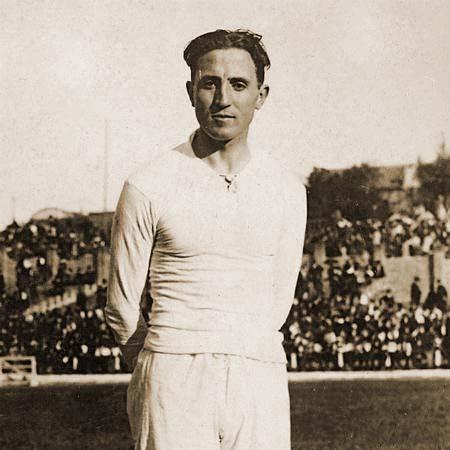
Santiago Bernabéu, Real Madrid

Santiago Bernabéu Yeste (Almansa, 8 juni 1895 – 2 juni 1978) was een belangrijke figuur in de geschiedenis van voetbalclub Real Madrid. Hij maakte Real van de tweede Madrileense club tot de meest succesvolle in Spanje en Europa. Het stadion van Real is naar hem vernoemd: Estadio Santiago Bernabéu.

## Biografie

### Jeugd
Hij werd geboren in Almansa (Albacete). Zijn familie verhuisde al snel naar Madrid, en in 1909, op zijn veertiende, ging hij spelen bij het jeugdteam van Real Madrid. 
In 1912 verhuisde de club naar de O'Donnell straat. Bernabéu was een van de vrijwilligers die hielp bij het maken van het veld en de schuttingen. Hij speelde in het eerste elftal op zijn zeventiende. Hij scoorde meer dan 200 doelpunten, en was jarenlang aanvoerder. Hij stopte in 1927. Hij werd directeur van Real, en later assistent trainer en hoofdtrainer van het eerste elftal. Bij het uitbreken van de Spaanse burgeroorlog (1936) stopte het professioneel voetbal. Bernabéu werd soldaat in het fascistische leger van Franco, en vocht mee bij de invasie van Catalonië.

### Na de burgeroorlog
Na de burgeroorlog werd weer betaald voetbal gespeeld. Bernabéu trof de club op sterven na dood; trofeeën waren gestolen, medewerkers waren verdwenen of gedood in de burgeroorlog, en de club die er toe deed met aanzien was Atlético Madrid (hernoemd 'Atlético Aviación', naar de luchtmacht) en Real Madrid kreeg geen hulp bij de wederopbouw. Bernabéu bracht de club tot leven door vele spelers, bestuurders en leden terug bijeen te brengen. 
In 1943, na supportersgeweld bij een overwinning op FC Barcelona, verplichtte de regering de voorzitters van beide clubs af te treden. Bernabéu werd gekozen tot voorzitter, en zou dat blijven tot zijn dood in 1978. 
Nog enige tijd zouden Atlético, FC Barcelona en Athletic Bilbao de betere teams blijven. 
Bernabéu reorganiseerde de club naar een organisatie die later standaard werd voor elke professionele voetbalclub. Elke sectie kreeg een eigen technische staf, en er werden ambitieuze mensen aangesteld met visie, zoals Raimundo Saporta.   
Vervolgens begon hij aan de bouw van het stadion, geheten Nuevo Estadio Chamartín, toentertijd het grootste van Europa. De standaardopmerking was dat het 'te groot was voor zo´n kleine club'. Het Ciudad Deportiva, het oude trainingscomplex, werd gebouwd zodat de spelers elders konden trainen om de grasmat in het stadion te sparen. 
Uiteindelijk begon hij met het contracteren van de beste spelers ter wereld, waarvan de bekendste Alfredo Di Stéfano. Andere bekende spelers uit deze tijd zijn Molowny, Muñoz, Gento, Rial, Santamaría, Kopa, Puskás, Amancio, Pirri, Netzer, Santillana, Juanito, Camacho.

### De beste van Europa
In 1955, op voorstel van de journalist Gabriel Hanot van L'Equipe om de Copa Latina (met clubs uit Frankrijk, Spanje, Portugal en Italië), 
Bernabéu ontmoette in het Ambassador Hotel in Parijs Bedrignan en Gustav Sebes, en startten het toernooi om de Europa Cup, tegenwoordig Champions League geheten. 

### Nalatenschap
Bernabéu was 35 jaar president van Real Madrid. In deze periode won Real eenmaal de Wereldbeker, zes maal Europacup I, 16 landskampioenschappen en zes maal de Spaanse beker. Hij stierf in 1978, terwijl in Argentinië het WK voetbal werd gespeeld. FIFA kondigde drie dagen rouw af. In 2002 ontving hij postuum de onderscheiding FIFA Order of Merit.